# اس‌ام‌اس لوبک
اس‌ام‌اس لوبک (به انگلیسی: SMS Lübeck) یک کشتی بود که طول آن ۱۱۱٫۱ متر (۳۶۵ فوت) بود. این کشتی در سال ۱۹۰۴ ساخته شد.